# Limobius borealis borealis
Limobius borealis borealis é uma subespécie de insetos coleópteros polífagos pertencente à família Curculionidae.
A autoridade científica da subespécie é Paykull, tendo sido descrita no ano de 1792.
Trata-se de uma subespécie presente no território português.